# دهستان علیشروان
دهستان علیشروان، یکی از دهستان‌های بخش مرکزی شهرستان بدره در استان ایلام ایران است. مرکز این دهستان، روستای پاکل گراب است.

## جمعیت
بر پایه سرشماری عمومی نفوس و مسکن در سال ۱۳۹۵، جمعیت دهستان علیشروان برابر با ۱٬۷۶۷ نفر بوده‌است.